# Rossana San Juan
Rossana San Juan (Chilpancingo, Guerrero; 30 de agosto de 1969) es una actriz mexicana de cine, teatro y televisión.
En las telenovelas destaca su papel de villana como "Raquela" en Abrázame muy fuerte. En el cine también posee una gran trayectoria interviniendo en proyectos como Vieja Moralidad, Descendientes de asesinos, Misa de cuerpo presente y Entre piernas. 
También tiene un posgrado en Neurociencias por la Universidad Intercontinental y ejerce como psicoanalista con especialdiad en niños y adolescentes.
Tuvo una participación especial en la telenovela de Telemundo Señora Acero.
Está casada con el ingeniero Sergio Salcedo con quien tiene dos hijos.

## Filmografía

### Telenovelas
- Mi camino es amarte (2023) - Zulema
- Los ricos también lloran (serie de televisión) (2022) — Abogada de Soraya Montenegro
- Enamorándome de Ramón (2017) - Ofelia Manríquez
- Señora Acero (2014) - Mariana Huerdo de Acero
- La mujer del Vendaval (2012-2013) - Valeria Ferreira Preciado
- Mi corazón insiste (2011) - Soledad Volcán
- Soy tu dueña (2010) - Crisanta Camargo
- Verano de amor (2009) - Celina
- Al diablo con los guapos (2007-2008) - Roxana
- Bajo las riendas del amor (2007) - Claudia García
- La verdad oculta (2006) - Yolanda Rey (joven)
- Barrera de amor (2005-2006) - Magdalena Nuñez
- Amy, la niña de la mochila azul (2004) - Soledad
- Cómplices al rescate (2002) - Lorna Rico
- Abrázame muy fuerte (2000-2001) - Raquela Campusano
- Ángela  (1998-1999) - Susana Chávez
- El peñón del amaranto (1993-1994) - Victoria
- María Mercedes  (1992-1993) - Zafiro

### Series de televisión
- Esta historia me suena (2020) - Episodio "En el muelle de San Blas"
- Hoy voy a cambiar (2017) - Marisol
- Como dice el dicho (2012) - Aurelia
- La Rosa de Guadalupe (2010) - Aurora
- Big Brother VIP (2005) - Invitada
- Mujer, casos de la vida real (2001-2005)
- Entre vivos y muertos (1994)

### Cine
- Entre piernas (2010) - Paola
- Maten a los Mendoza (2003)
- Barrio Bravo de Tepito (2001)
- La rubia y la morena (1999)
- Los tres animales (1998)
- Engaño mortal (1998)
- Cacería de judiciales (1997)
- Operación Masacre (1996)
- Secuestro (1995) - Marcia
- Las nieves de enero (1995)
- Furia salvaje; El corrido de Juan Pastor (1995)
- El castrado (1995) - Teniente Azela
- Amigos hasta la muerte (1995)
- Absuelto para matar (1995) - Carla Davila
- 3 comunes y corrientes (1995)
- Bodas negras (1994)
- Sinaloa, tierra de hombres (1994)
- Misa de cuerpo presente (1993)
- La rata maldita (1992)
- Mutantes del año 2000 (1992) - Irina
- Delincuentes de lujo (1992) - Flor
- Descendientes de asesinos (1991) - Elena
- Vieja moralidad (1988) - Criada

## Premios y nominaciones

### Micrófono de Oro
| Año  | Categoría            | Resultado |
| ---- | -------------------- | --------- |
| 2010 | Excelencia Artística | Ganadora  |